# Medkrajevna avtobusna linija št. 64 (LPP)
Medkrajevna avtobusna linija številka 64 Ljubljana AP – Mengeš – Letališče Brnik (področje Vodice) je ena izmed frekventnejših linij v ljubljanskem javnem medkrajevnem potniškem prometu. Povezuje prestolnico z letališčem Jožeta Pučnika na Brniku, poteka pa skozi severno predmestje Ljubljane in kraje na obrobju mengeškega polja (Trzin, Loka pri Mengšu, Mengeš, Suhadole, Moste pri Komendi, Nasovče, Lahovče, Vopovlje, Spodnji Brnik). 
Skupna dolžina linije je 29 kilometrov, čas vožnje avtobusov pa ob idealnih prometnih razmerah znaša 48 minut. 
Na letališču je potnikom z linije 64 omogočen prestop na avtobusne proge, ki vozijo do Kranja, Cerkelj in Kamnika.
Linija je s 1.7.2024 prenehala z obratovanjem.

## Zgodovina
Trasa linije in njen vozni red se v zadnjih dveh desetletjih ni bistveno spreminjal. Opaznejša sprememba je bilo večerno skrajšanje obratovanja za dve uri. 
Enega izmed dopoldanskih odhodov na liniji je vzdrževalo še podjetje Kam-Bus, ki ga je kasneje nadomestil Alpetour (potem Arriva). Dva odhoda ob prometnih konicah sta bila leta 2022 na območju nove poslovne cone na Brniku speljana skoznjo. Linija je bila do poletja 2023 kombinirana, kar je pomenilo, da so od ponedeljka do petka izmenično obratovali avtobusi podjetij LPP in Arriva, ob sobotah, nedeljah in praznikih pa so izmenično obratovali vsak drugi konec tedna.
Linija je 1.7.2024 prenehala z obratovanjem.

## Trasa
- smer Ljubljana–Letališče Brnik: Trg OF (Avtobusna postaja) - Dunajska cesta - Štajerska cesta - cesta 104 - Mlakarjeva ulica - Ljubljanska cesta - Mengeška cesta - cesta 104 - Slovenska cesta - Glavni trg - Prešernova cesta - Gorenjska cesta - cesta 104 - Moste - Glavarjeva cesta - Zajčeva cesta - Kranjska pot - cesta 104 - Breg pri Komendi - cesta 104 - Nasovče - cesta 104 - Lahovče - cesta 104 - Vopovlje - cesta 104 - Spodnji Brnik - cesta 104 - Letališče Brnik.
- smer Letališče Brnik–Ljubljana: Letališče Brnik - cesta 104 - Spodnji Brnik - cesta 104 - Vopovlje - cesta 104 - Lahovče - cesta 104 - Nasovče - cesta 104 - Breg pri Komendi - cesta 104 - Kranjska pot - Zajčeva cesta - Glavarjeva cesta - Moste - cesta 104 - Gorenjska cesta - Prešernova cesta - Glavni trg - Slovenska cesta - cesta 104 - Mengeška cesta - Ljubljanska cesta - Mlakarjeva ulica - cesta 104 - Štajerska cesta - Dunajska cesta - Topniška cesta - Šmartinska cesta - Masarykova cesta - Trg OF (Avtobusna postaja).

## Režim obratovanja
Linija obratuje ob vsak dan, in sicer od ponedeljka do petka od 5.00 do 20.10, ob sobotah, nedeljah in praznikih pa od 6.10 do 20.00. 
Linija ne obratuje le 1. januarja. 

### Preglednice časovnih presledkov
| čas         | interval v minutah |
| ----------- | ------------------ |
| 5.00–12.00  | 60                 |
| 12.00–16.00 | 60                 |
| 16.00–20.10 | 60                 |

| čas        | interval v minutah |
| ---------- | ------------------ |
| 6.10–9.10  | 180                |
| 9.10–20.00 | 120                |

- Vozni red linije: